# Kurudusonnenahalli, Bangalore South
Kurudusonnenahalli là một làng thuộc tehsil Bangalore South, huyện Bangalore Urban, bang Karnataka, Ấn Độ.